# Holler (Spice Girls)
Holler is een nummer van de Britse meidengroep Spice Girls uit 2000. Het verscheen als dubbele A-kant met het nummer Let Love Lead the Way, en was daarmee de enige single van het derde Spice Girls-album Forever.
"Holler" had een ander geluid dan eerdere Spice Girls-platen, en neigt meer naar R&B en dance dan naar de bubblegumpop waar de groep om bekendstond. Muziekcritici vergeleken het nummer met het werk van Destiny's Child, Sister Sledge en TLC. De plaat werd in diverse landen een hit, met bijvoorbeeld een nummer 1-positie in het Verenigd Koninkrijk. In de Nederlandse Top 40 bereikte het de 15e positie, terwijl in de Vlaamse Ultratop 50 een bescheiden 35e positie werd gehaald.